# Я бачу сонце
«Я бачу сонце» — радянський чорно-білий художній фільм 1965 року, знятий режисером Ланою Гогоберідзе на кіностудії «Грузія-фільм».

## Сюжет
За мотивами однойменного роману Н. Думбадзе. У гурійському селі, загубленому в горах Грузії, живе сліпа від народження дівчинка Хатія. Її єдиний друг, сирота Дато, живе у своєї тітки, всіма шанованої вчительки Кето. У селі з'являється поранений червоноармієць Анатолій та стає об'єктом уваги дітей та жінок. Але невдовзі повертається колгоспний бригадир, що дезертував, і пояснює свою появу неможливістю жити без Кето.

## У ролях
- Лейла Кіпіані — Хатія (дублювала Валентина Хмара)
- Гела Чічінадзе — Дато (дублював Карен Хачатурян)
- Лія Еліава — Кето, тітка Дато (дублювала Ірина Карташова)
- Зураб Лаферадзе — Бежан (дублював Євген Весник)
- Тенгіз Арчвадзе — Датіко, дезертир (дублював Анатолій Кузнецов)
- Гліб Стриженов — Анатолій, поранений червоноармієць (дублював Віктор Рождественський)
- Спартак Багашвілі — Міха (дублював Михайло Глузський)
- Іпполіт Хвічія — Беглар, мірошник (дублював Віктор Файнлейб)
- Георгій Гегечкорі — Леван Гургеїдзе, вчитель військової справи (дублював Артем Карапетян)
- Григорій Ткабладзе — Бібіло (дублював Костянтин Тиртов)
- Грігол Талаквадзе — Коція, листоноша (дублював Андрій Тарасов)
- Сесілія Такаїшвілі — Аквіріне (дублювала Валентина Караваєва)
- Капітон Абесадзе — Зосіме
- Катерина Верулашвілі — господарка кози
- Олександр Жоржоліані — Еденіко
- Ірина Магалашвілі — епізод
- Олександр Оміадзе — Віссаріон, батько Хатії
- Дудухана Церодзе — Кокано
- Читолія Чхеїдзе — Етері
- Ніно Чхеїдзе — Федосія
- Акакій Кванталіані — Кішварді Вашеквадзе, голова колгоспу
- Олена Кіпшидзе — Ксеня
- Етері Жорданія — епізод

## Знімальна група
- Режисер — Лана Гогоберідзе
- Сценаристи — Нодар Думбадзе, Лана Гогоберідзе
- Оператор — Георгій Калатозішвілі
- Композитор — Фелікс Глонті
- Художник — Дмитро Такайшвілі